# Coupe-Charme
Der Coupe-Charme (im Unterlauf Bougeon genannt) ist ein Fluss in Frankreich, der in der Region Bourgogne-Franche-Comté im Département Côte-d’Or verläuft.

## Verlauf
Er entspringt am westlichen Rand des Gemeindegebiets von Chambain unterhalb des Menhir du Cheval Gris, fließt in nordnordwestlicher Richtung durch das bewaldete Hochland des Plateaus von Langres, vereinigt sich unterhalb von Le Petit Saint-Broing mit dem Bach Ruisseau de Fontenil und im Étang du Moulin mit dem Bach Ruisseau de Peute Embauche, nimmt bei einer östlich von seinem Lauf gelegenen Quelle La Fosse den Namen Bourgeon an und mündet nach rund 24 Kilometer bei Veuxhaulles-sur-Aube als linker Nebenfluss in die Aube.
Dem Gewässerlauf folgt über weite Strecken die Départementsstraße D 102. Im Unterlauf wird der Fluss von der Bahnstrecke Châtillon-sur-Seine-Chaumont (frz.: Ligne de Bricon à Châtillon-sur-Seine) gekreuzt.

## Orte am Fluss
(Reihenfolge in Fließrichtung)
- Faverolles-lès-Lucey
- Lucey
- La Chaume
- Veuxhaulles-sur-Aube